# 丘吉爾盃
丘吉爾盃是一個每年一度在6月舉行的橄欖球比賽,是一個男子橄欖球比賽(2003及04年曾設女子比賽)。美國、英國及加拿大三個及其他應邀隊(原定3隊,但目前只有1隊)進行比賽。2010年的應邀隊包括法國、俄羅斯及烏拉圭。2009年丘吉爾盃的得主是現稱為Ireland Wolfhounds的冰島A隊。

## 歷屆冠軍
| 2003年 （詳細） | 溫哥華                                         | 英格蘭A隊         | 不設比賽          | 不設比賽 | 英格蘭   |
| 2004年 （詳細） | 卡加利, 埃德蒙頓                               | New Zealand Māori | 不設比賽          | 不設比賽 | 紐西蘭   |
| 2005年 （詳細） | 埃德蒙頓                                       | 英格蘭A隊         | 美國              | 不設比賽 | 不設比賽 |
| 2006年 （詳細） | 埃德蒙頓, 多倫多, 渥太華 聖荷西 (聖塔克拉拉)   | New Zealand Māori | 冰島A隊           | 加拿大   | 不設比賽 |
| 2007年 （詳細） | Stockport, 埃克塞特, Henley, Northampton, 倫敦 | England Saxons    | 冰島A隊           | 加拿大   | 不設比賽 |
| 2008年 （詳細） | 渥太華, 金斯頓, 多倫多 芝加哥                  | England Saxons    | 冰島A隊           | 加拿大   | 不設比賽 |
| 2009年 （詳細） | Glendale, Commerce City                        | 冰島A隊           | Argentina Jaguars | 美國     | 不設比賽 |
| 2010年 （詳細） | Glendale, Harrison                             |                   |                   |          | 不設比賽 |
| 2011年 （詳細） | 丹佛                                           |                   |                   |          | 不設比賽 |

## 外部連結
- 官方網站